# Portada/efemèride maig 25
Rosario Castellanos
« 24 de maig · 25 de maig · 26 de maig »